# Bergantino

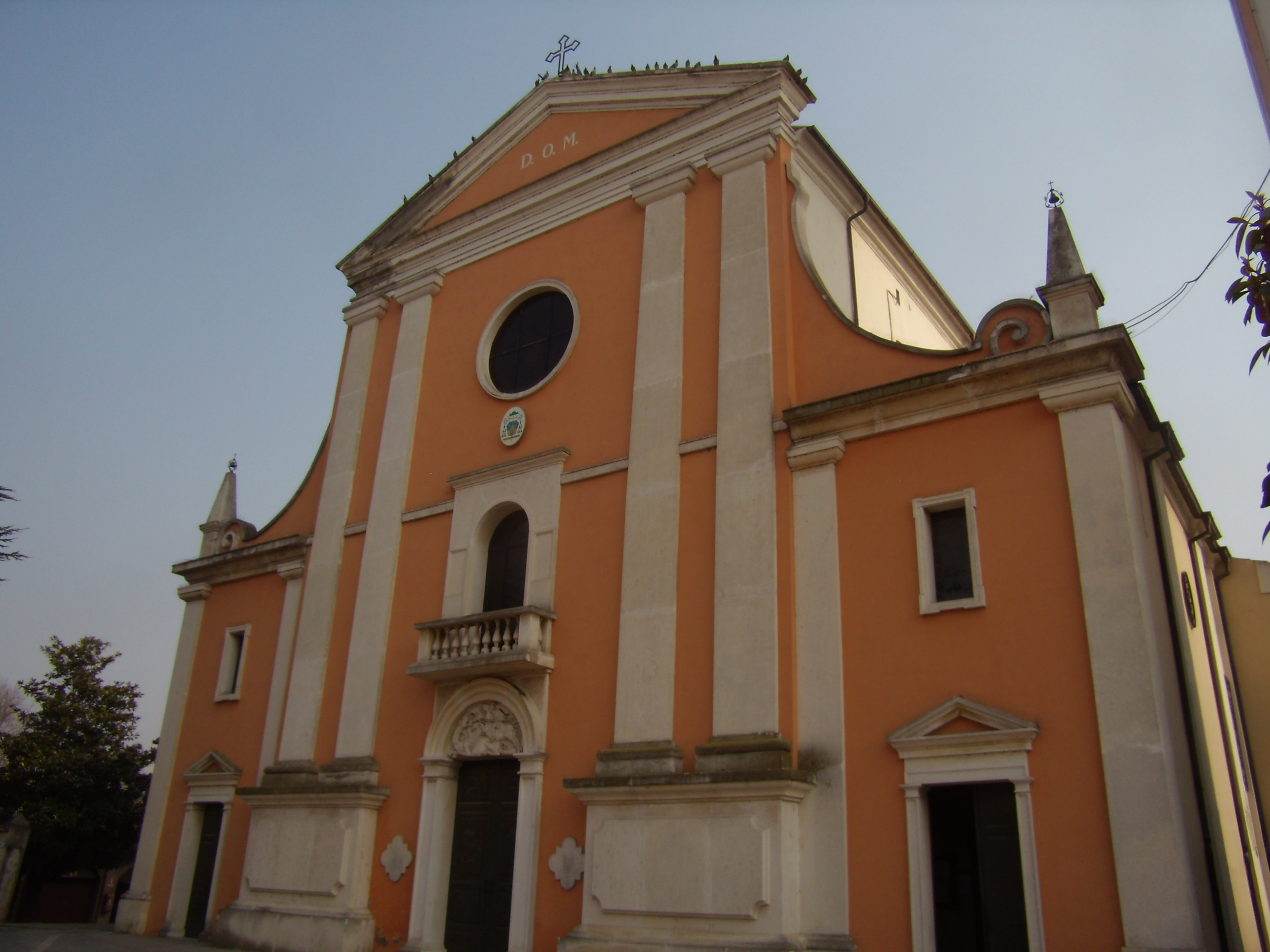
igreja - Bergantino - Rovigo

Bergantino é uma comuna italiana da região do Vêneto, província de Rovigo, com cerca de 2.630 habitantes. Estende-se por uma área de 18 km², tendo uma densidade populacional de 146 hab/km². Faz fronteira com Borgofranco sul Po (MN), Carbonara di Po (MN), Castelnovo Bariano, Cerea (VR), Legnago (VR), Melara.

## Demografia
| Variação demográfica do município entre 1861 e 2011                               |
|                                                                                   |
| Fonte: Istituto Nazionale di Statistica (ISTAT) - Elaboração gráfica da Wikipedia |